# Идаотса
И́даотса (эст. Idaotsa) — деревня в волости Виймси уезда Харьюмаа, Эстония.

## География и описание
Расположена в юго-восточной части острова Прангли. Высота над уровнем моря — 18 метров.
На территории деревни находится Пранглиский юго-восточный маяк. Юго-восточная часть деревни заканчивается мысом Лийвсяэре.
Климат умеренный. Официальный язык — эстонский. Почтовый индекс — 74005.

## Население
По данным переписи населения 2021 года, в Идаотса насчитывалось 45 жителей, все — эстонцы.
По данным переписи населения 2011 года, в деревне проживал 41 человек, также все — эстонцы.
Численность населения деревни Идаотса по данным переписей населения:
| Год  | 1959 | 1970 | 1979 | 1989 | 2000 | 2011 | 2021 |
| ---- | ---- | ---- | ---- | ---- | ---- | ---- | ---- |
| Чел. | 111  | ↘ 74 | ↘ 60 | ↗ 77 | ↘ 57 | ↘ 41 | ↗ 45 |

## История
В письменных источниках 1871 года деревня упоминается как нем. Aksi, 1900-х годов — как рус. Бол. Врангель, 1922 и 1933 годов — эст. Eaotsa, 1930 года — эст. Prangli.
На военно-топографических картах Российской империи (1846–1863 годы), в состав которой входила Эстляндская губерния, деревня обозначена как Бол. Врангель.
Населённый пункт возник после Северной войны. Изначально он входил в состав деревни Прангли. Название происходит от его местоположения на острове (эст. kaguots — «юго-восточный конец»).
В советское время деревня была центром Пранглиского сельсовета и входила в состав рыболовецкого колхоза им. С. М. Кирова. В деревне работали основная школа (основана в 1869 году), народный дом, библиотека,  фельдшерский пункт и почтовое отделение.
В настоящее время в деревне работают основная школа (7 учеников в 2022/2023 учебном году: 3 ученика во втором классе, 1 — в пятом классе, 1 — в седьмом классе и 2 — в девятом классе) и Пранглиский народный дом, есть магазин, действует Пранглиская пожарная команда.
Школьное здание в 1998 году было внесено в Государственный регистр памятников культуры Эстонии как .

## Памятники и достопримечательности
- В советское время на находящейся на территории деревни братской могиле павших во Второй мировой войне (исторический памятник с 1997 до 2023 года[19][20]) был установлен памятник с надписью «В память о погибших в море 1941—1944. Eestirand 24.VII.1941».

Рабочая группа по советским памятникам при Госканцелярии Эстонии в своём протоколе от 30 ноября 2022 года признала этот памятник «нейтральным монументом», т. е. не подлежащим демонтажу или замене. Захоронение имеет историческое значение: здесь похоронены погибшие 24 августа 1941 года во время налёта фашистской авиации на корабль «Eestirand». Это не братская могила бойцов Красной армии, а, прежде всего, мобилизованных в неё эстонских мужчин, на тот момент гражданских лиц (см. Список советских военных памятников Эстонии).
- В 2012 году в деревне был открыт «Памятник Разрушенному дому» (Hävitatud kodu monument). Он представляет собой угол старого бревенчатого дома, верхние бревна которого образовывают крест[22].

В 2003 году в Эстонии люди, пострадавшие от советского режима, создали неправительственную организацию «Муртуд Рукилилль» (Murtud Rukkillile Ühing — с эст. Общество «Сломанный василёк»). Президент Эстонии Леннарт Мери вручил им национальное признание — значок «Сломанный василёк». Председатель общества Энно Уйбо (Enno Uibo) решил на месте своего бывшего дома поставить символический монумент в память о множестве домов, разрушенных советскими солдатами в войну. Эта идея распространилась на всю страну: в Вайвара в качестве памятного места подошли исторические руины старого народного дома возле шоссе Таллин—Санкт-Петербург, в Люманду был открыт такой же памятник у развалин деревенской школы. Памятник в деревне Идаотса стал очередным в этой новой традиции.
- На территории деревни находится археологический памятник — Пранглиский каменный лабиринт.

Лабиринт имеет диаметр почти 10 метров и представляет собой прочную конструкцию из уложенных на землю двойной спиралью без связующего вещества валунов диаметром 10—20 см. Рядом с лабиринтом из тех же камней выложены буквы DW и цифра 1849. По преданию, каменный лабиринт построил шведский офицер Давид Векман (David Weckman), приехавший на остров Экси в 1808 году, когда крепость Свеаборг сдалась войскам Российской императорской армии.
- На землях деревни находится природоохранный валун «Пунане киви» (Punane kivi). Его длина 11,7 м, ширина 8,8 м; высота 2,8 м ; окружность 31,1 м[26];
- Скважина природного газа

Особенность острова Прангли состоит в том, что здесь во многих местах из-под земли выделяется природный газ. В 1959—1960 годах в Идаотса пробурили небольшую скважину, которая позже стала туристической достопримечательностью: в ней можно зажечь газ в виде небольшого пламени, чтобы полюбоваться. Газовая скважина также может использоваться как природная площадка для барбекю.

## Галерея

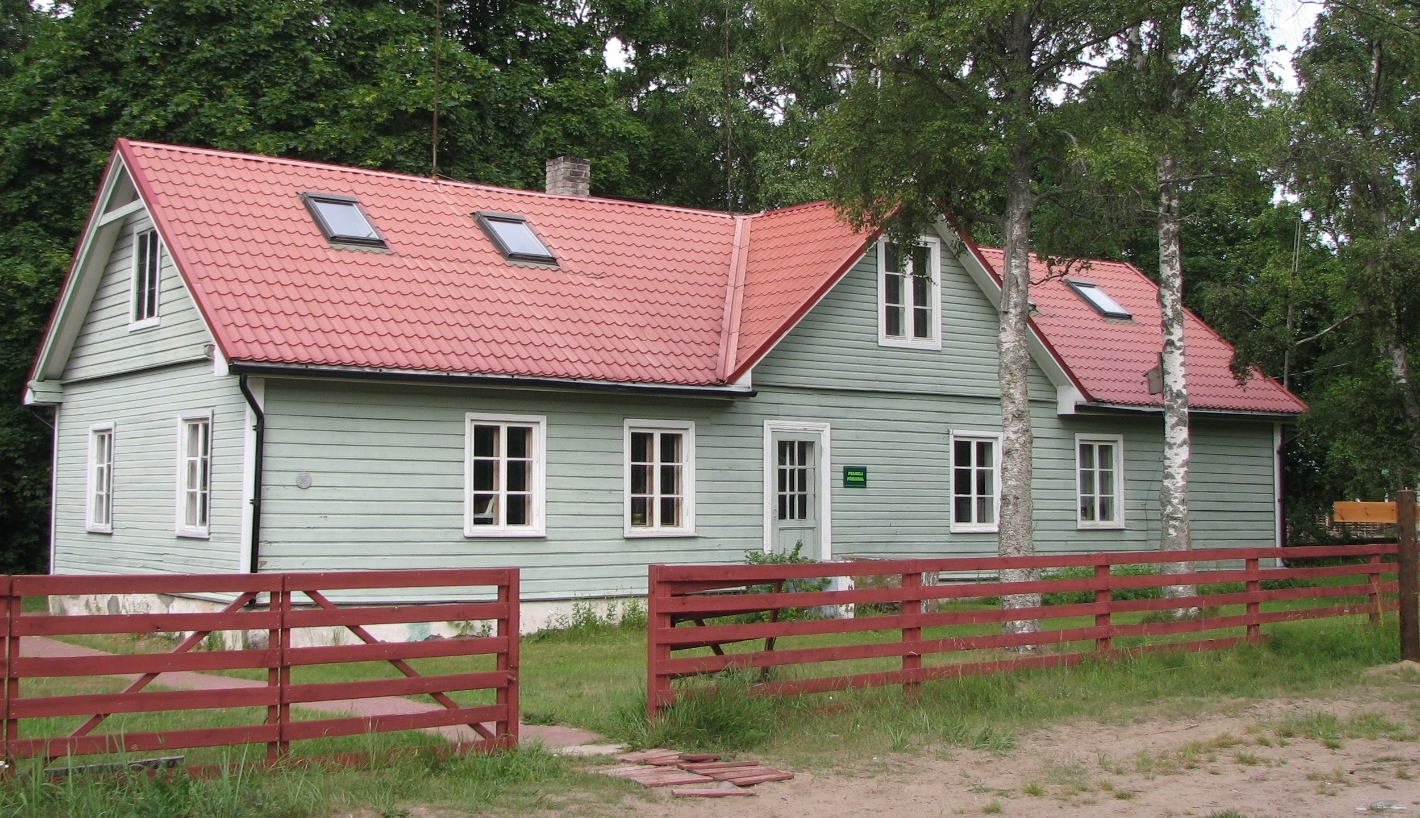
Пранглиская основная школа в Идаотса
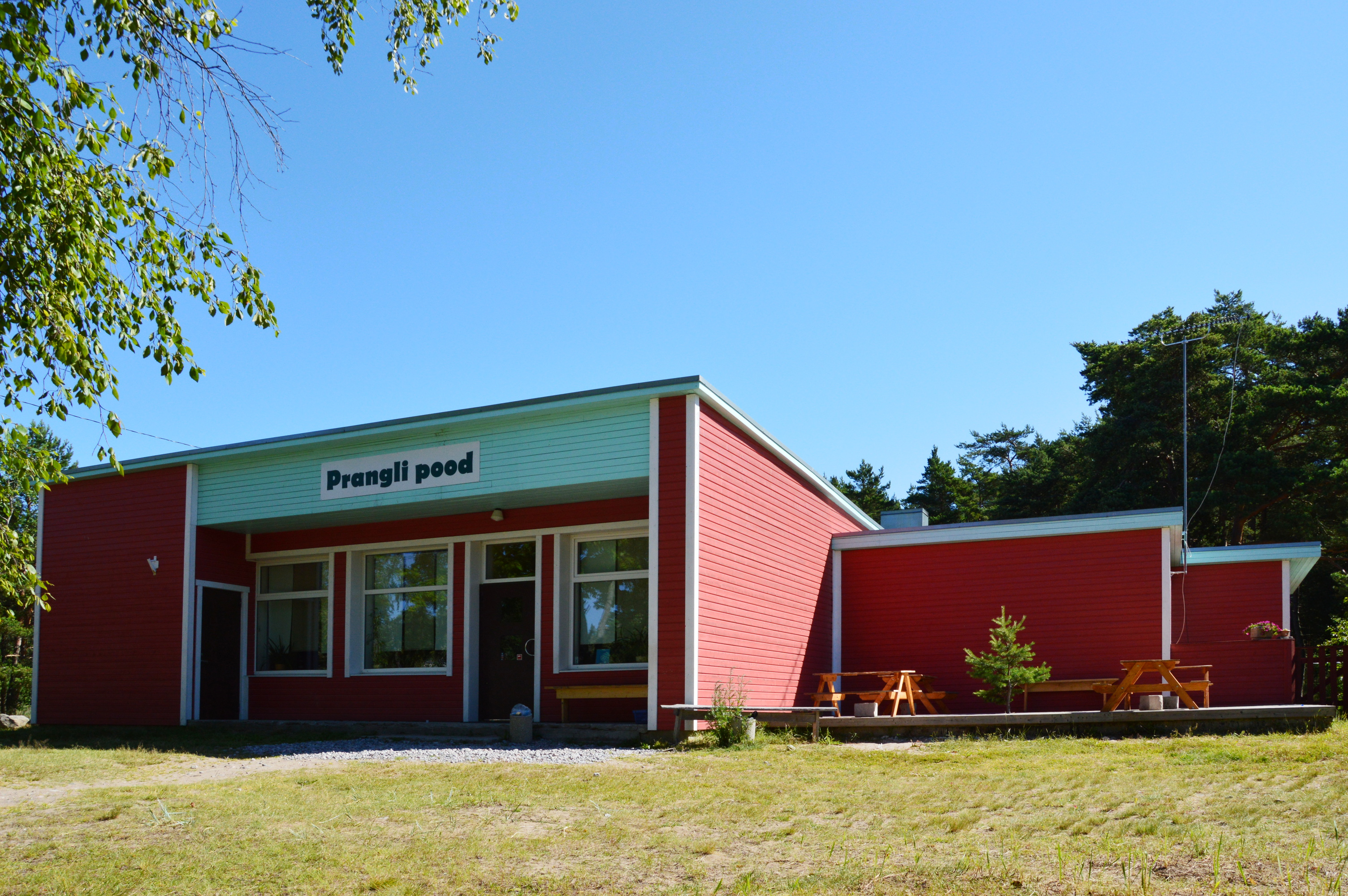
Магазин «Прангли» в Идаотса
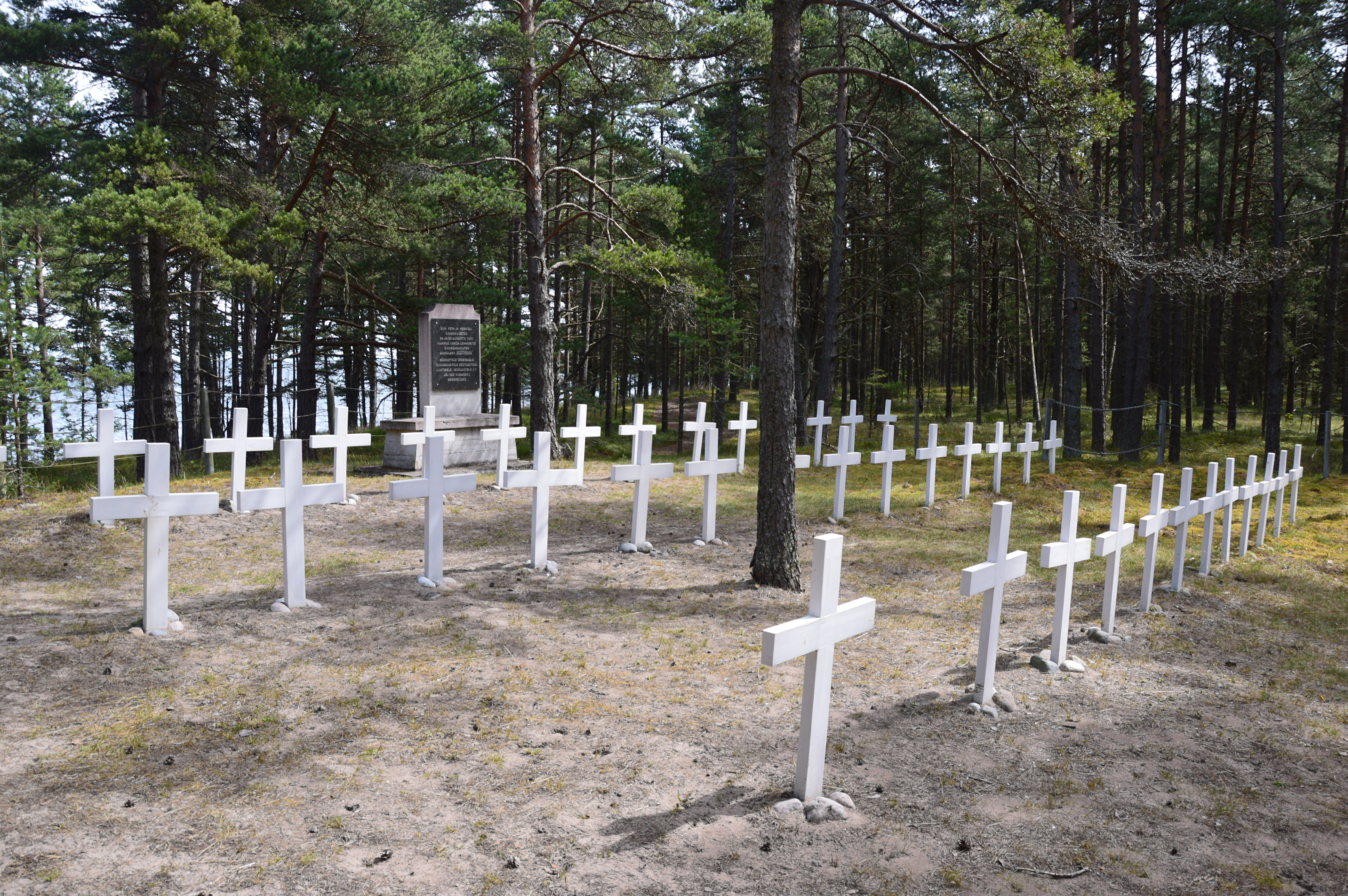
Братская могила павших во II мировой войне в Идаотса
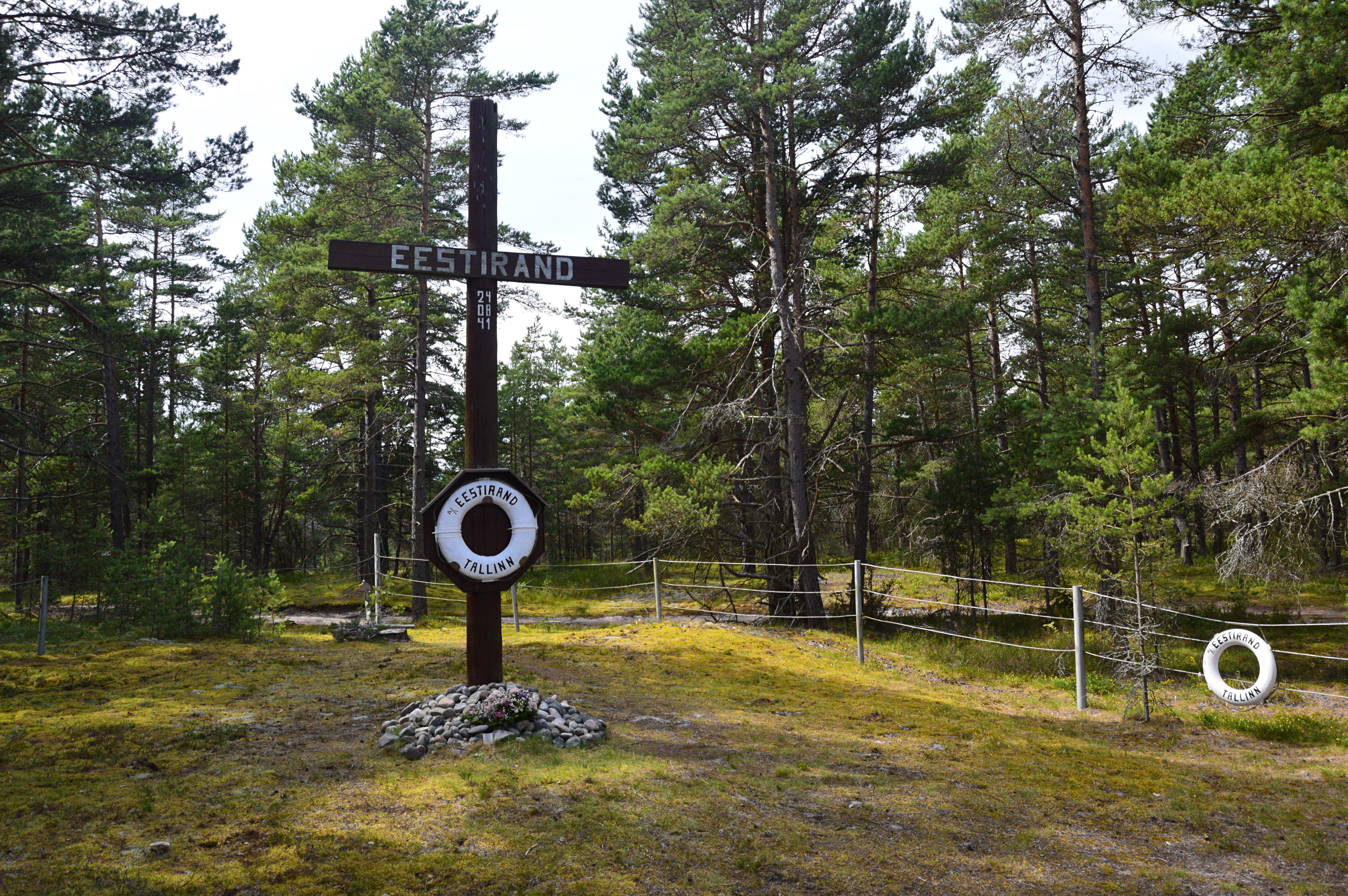
Братская могила павших во II мировой войне
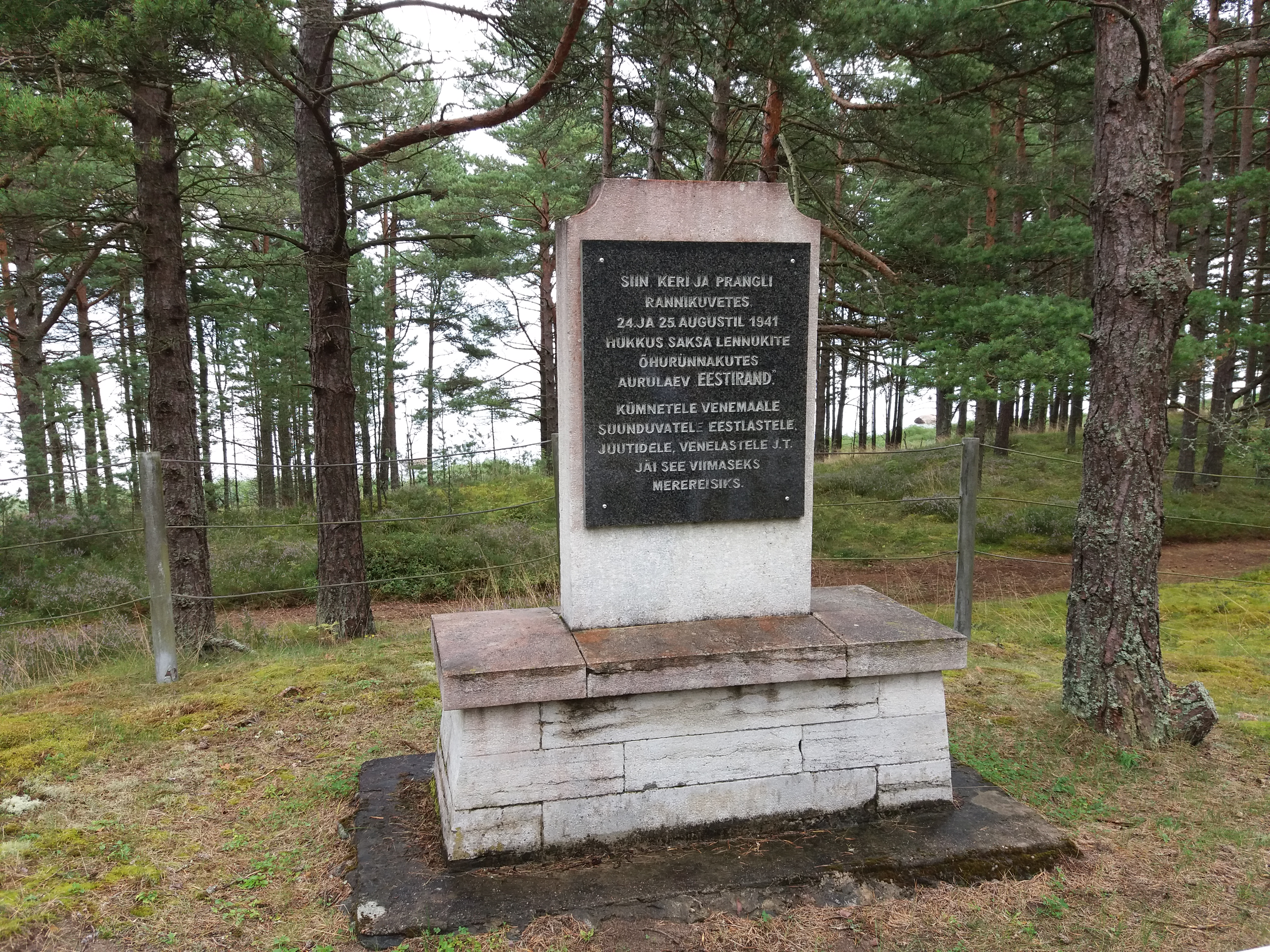
Советский памятник на братской могиле павших во II мировой войне
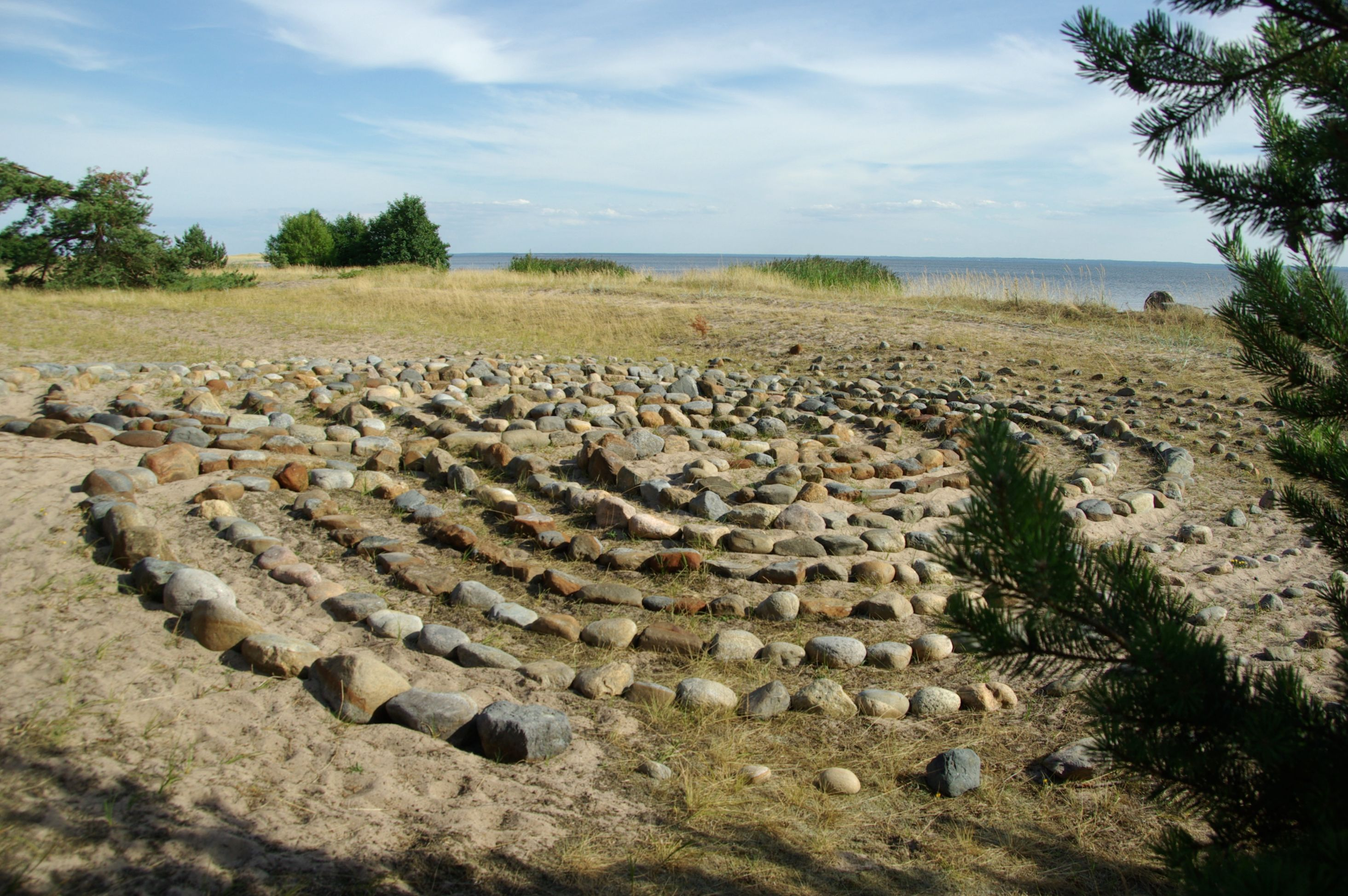
Пранглиский каменный лабиринт
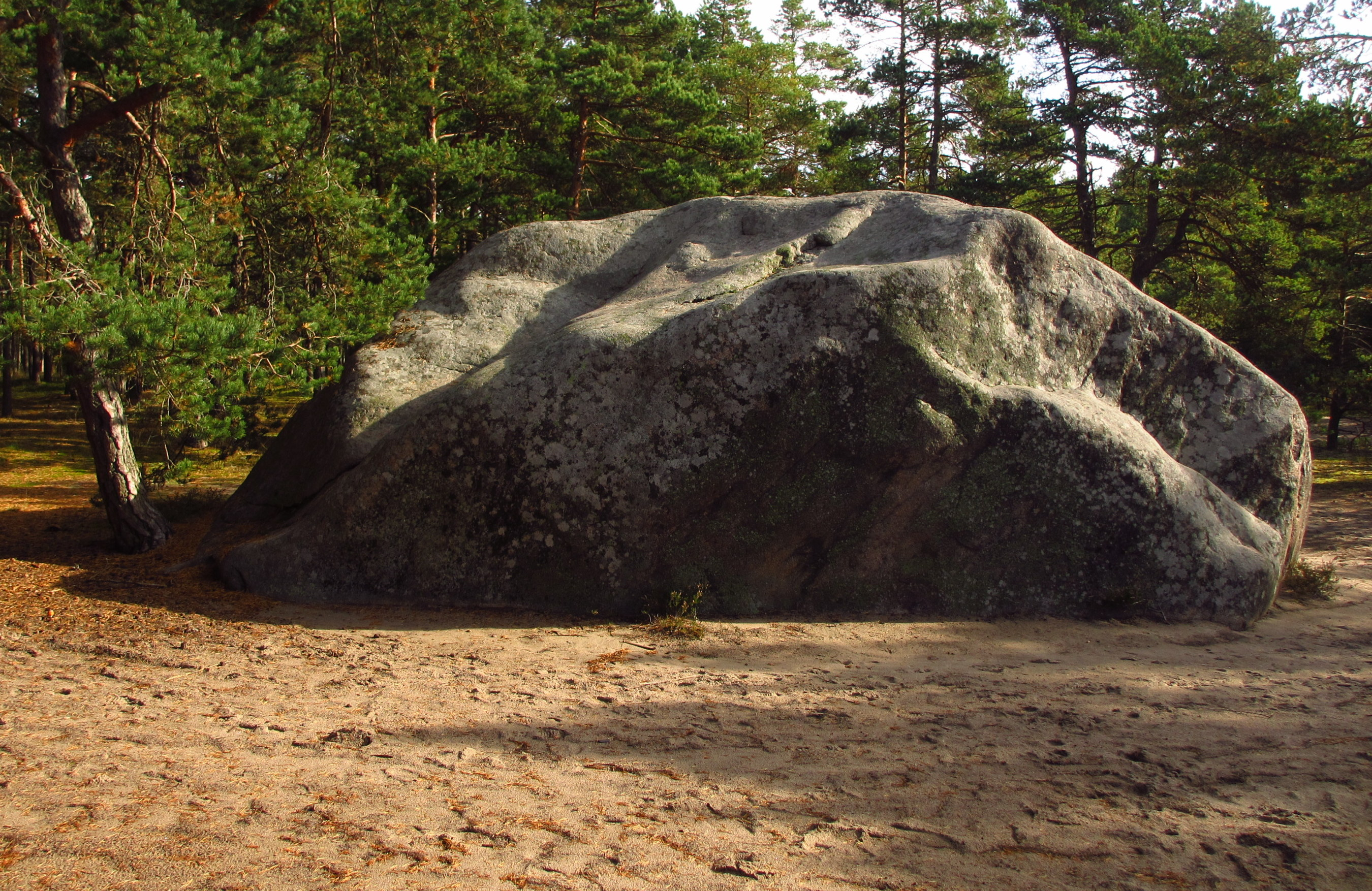
Валун «Пунане киви»
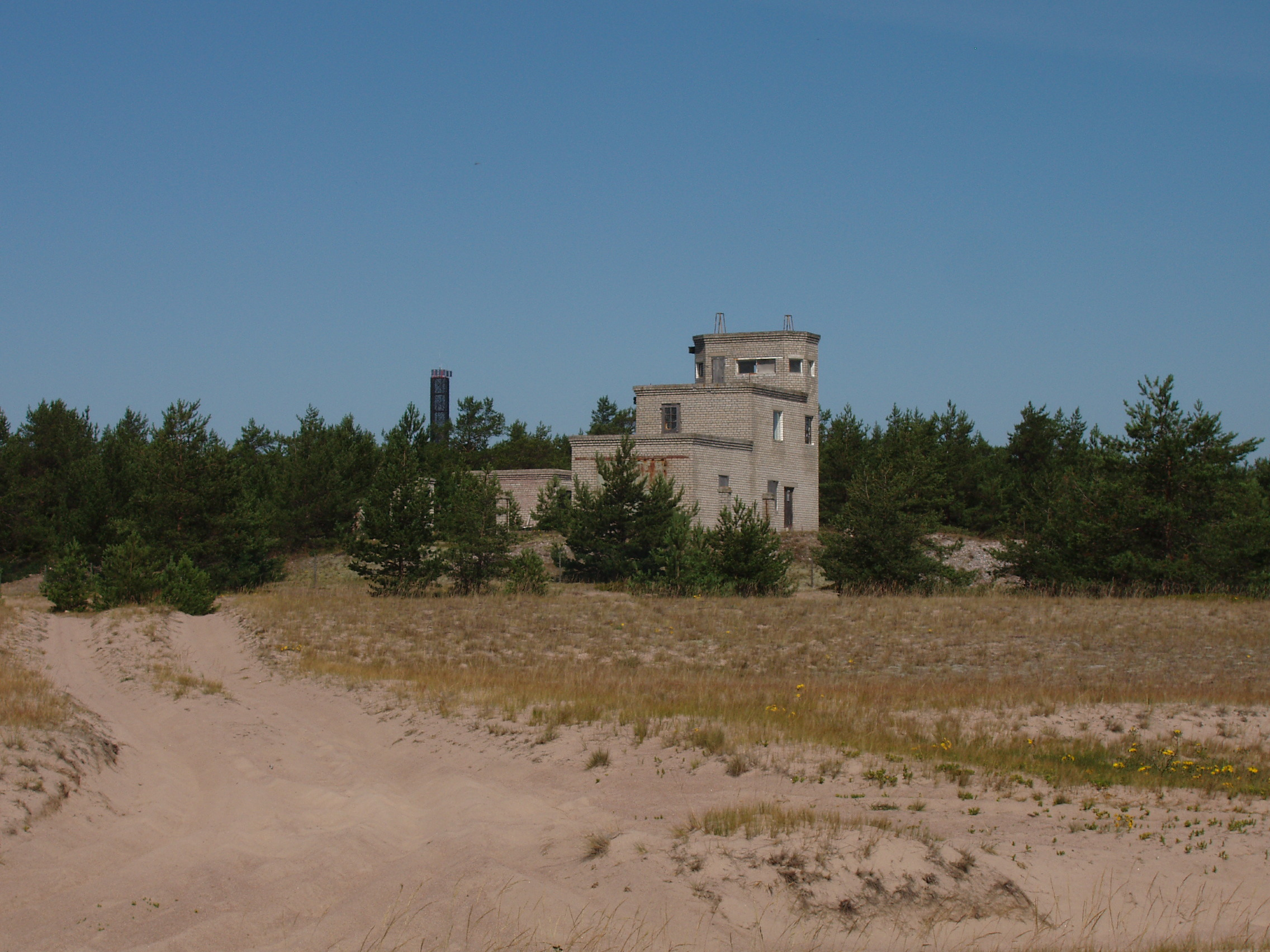
Остатки советских строений в Идаотса
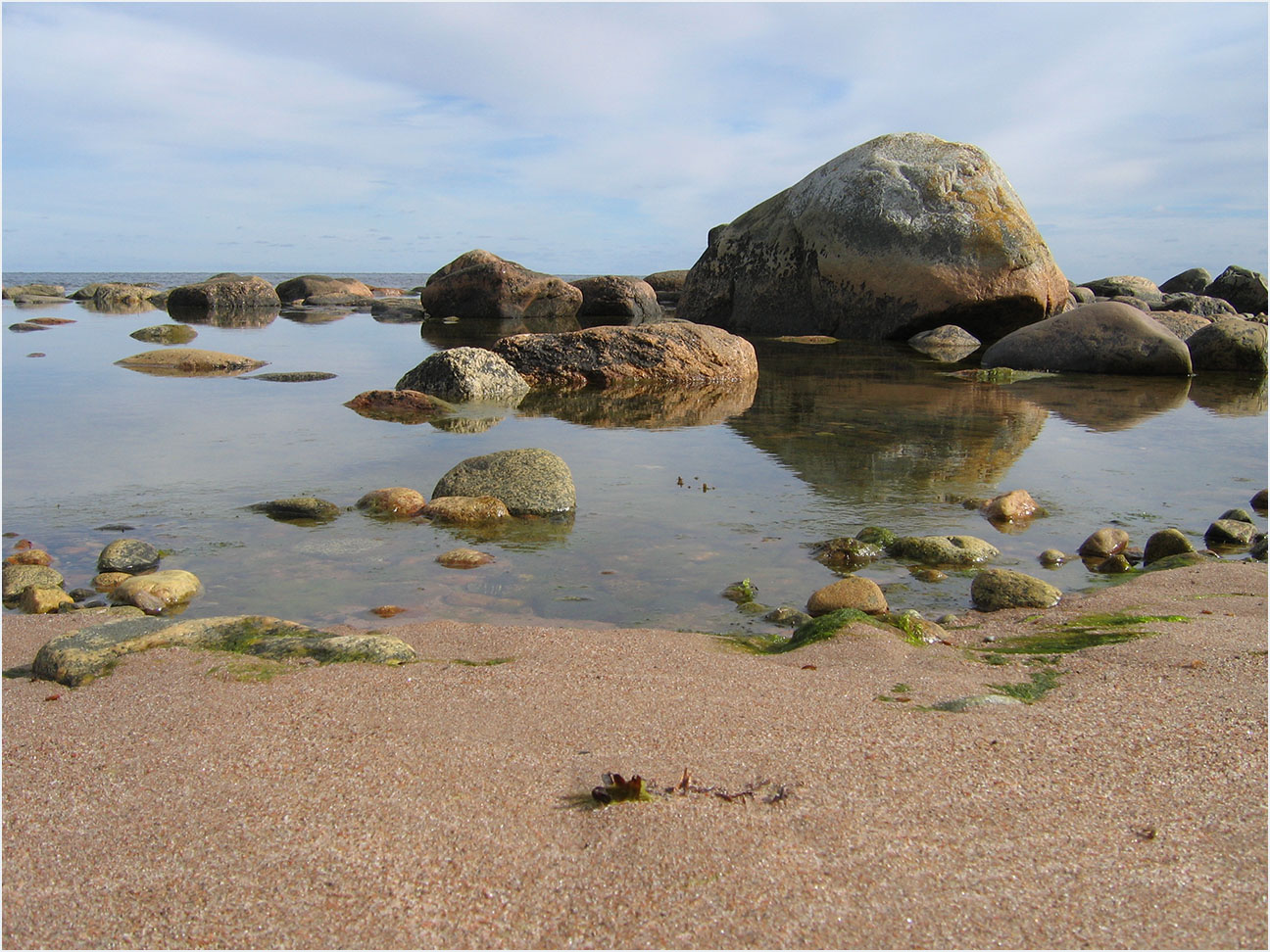
Берег моря в Идаотса
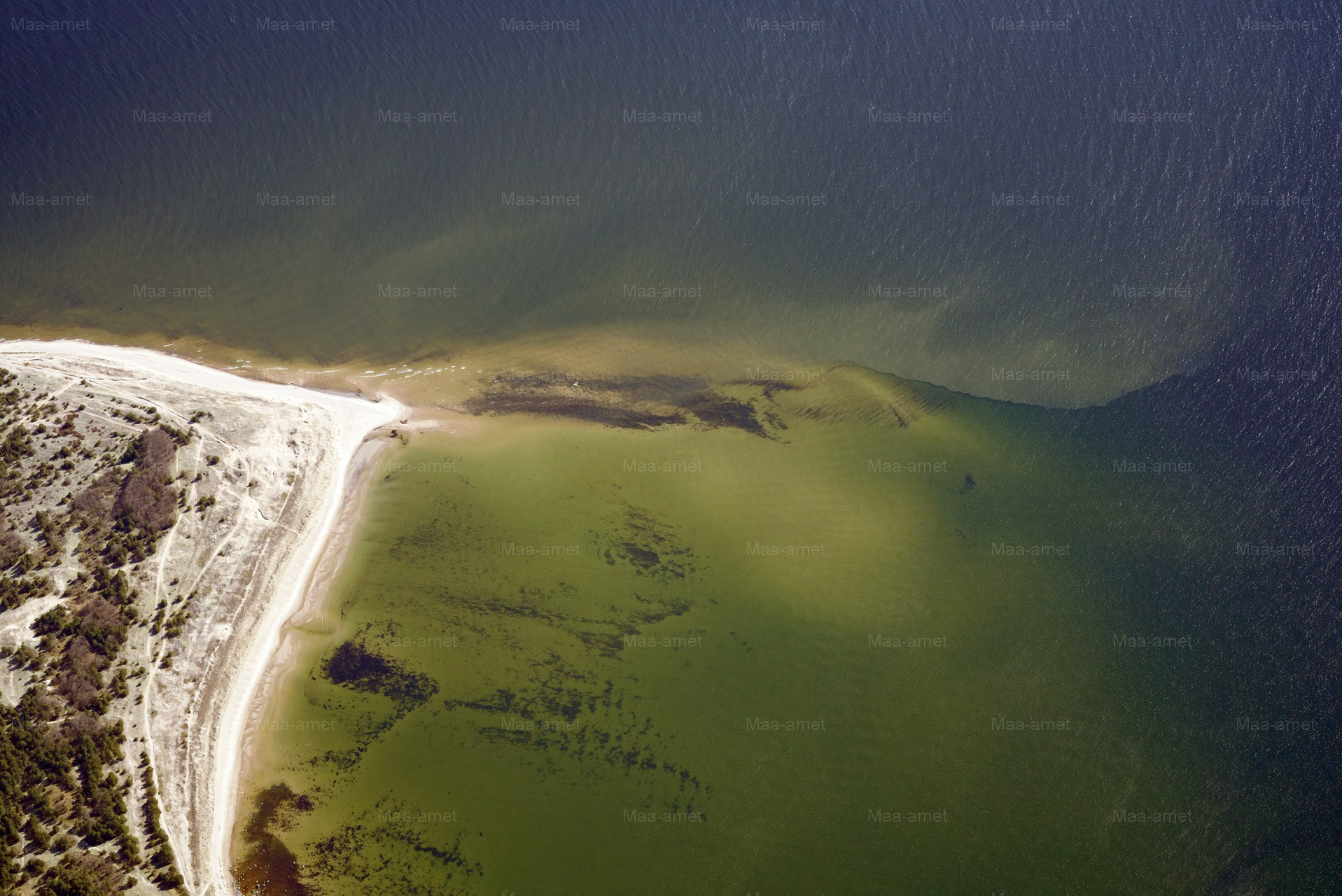
Мыс Лийвсяэре
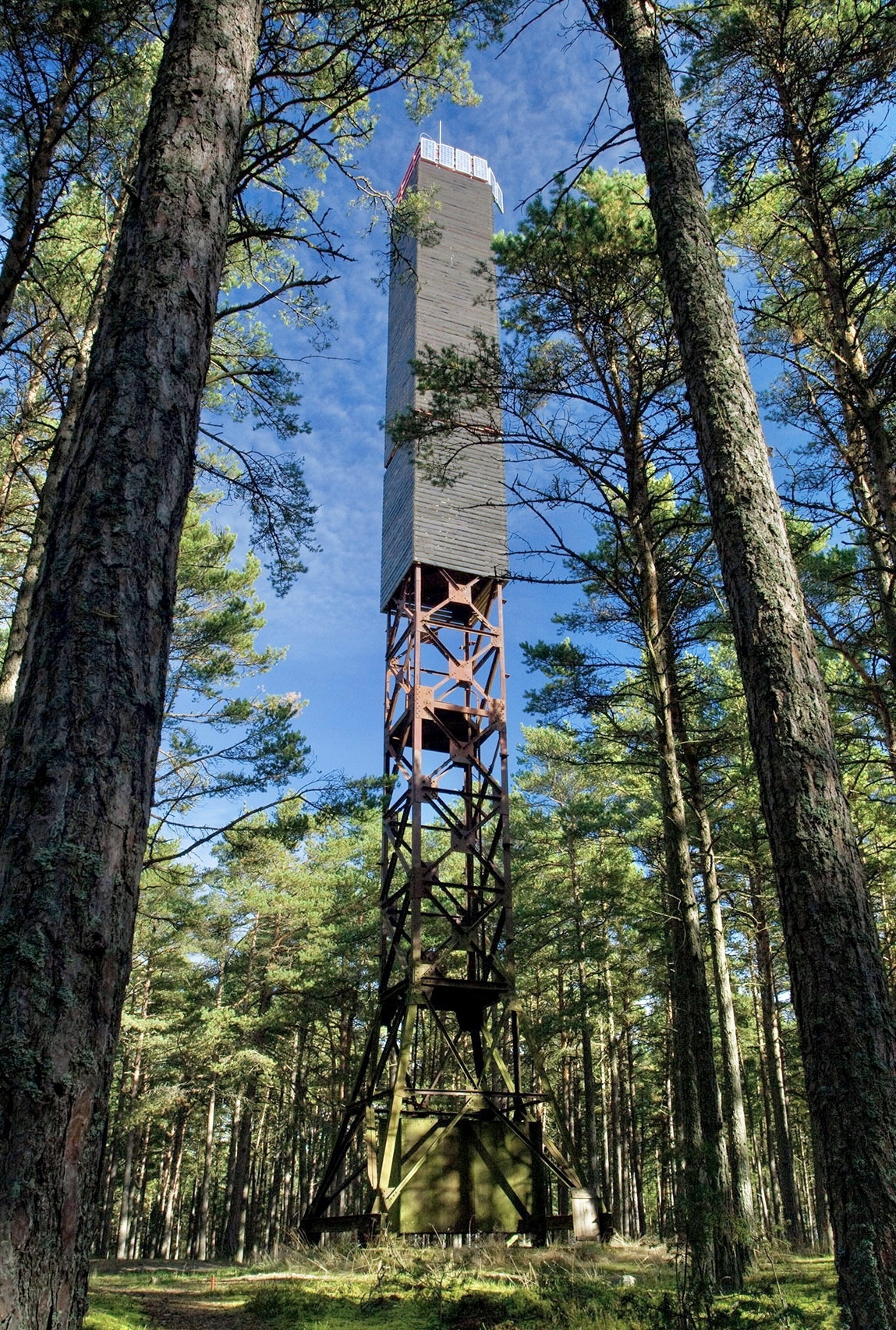
Пранглиский юго-восточный маяк
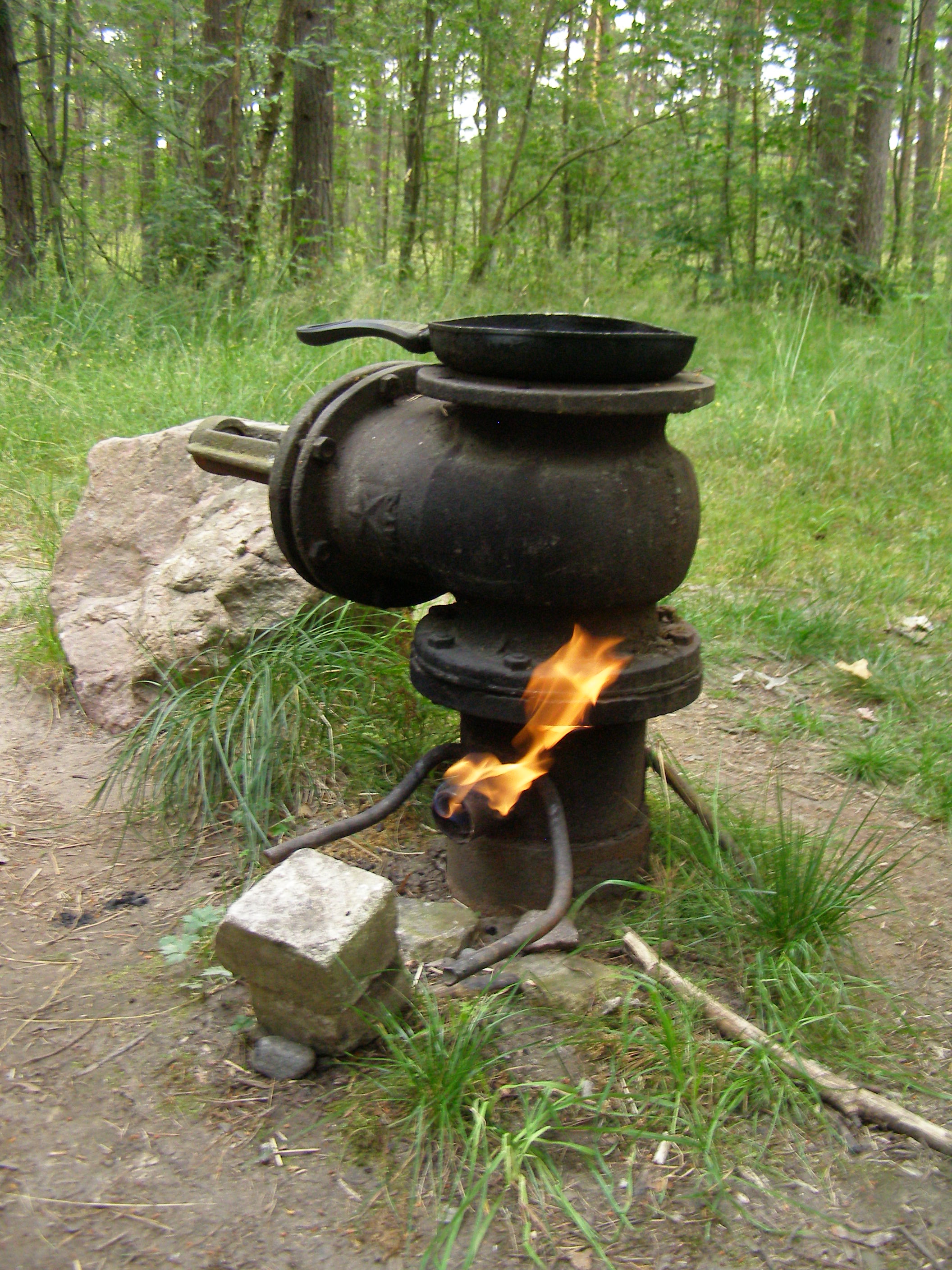
Скважина природного газа в Идаотса

## Комментарии
1. ↑  Эстонские топонимы, оканчивающиеся на -а, не склоняются и не имеют женского рода (исключение — Нарва)[8].